# Hamzat Cimaev
Hamzat Hizarovici Cimaev {{efn|În cecenă Чимаев Хизаран кӏант Хамзат, în rusă Хамзат Хизарович Чимаев; (n. 1 mai 1994, Gvardeyskoye, Cecenia, Rusia) este un luptător rus de arte marțiale mixte și lupte libere care concurează în prezent în divizia de greutate mijlocie a Ultimate Fighting Championship (UFC), unde este actualul campion al categoriei. În luptele libere, Cimaev este triplu campion național al Suediei. Pe 1 iulie 2025, este pe locul 14 în clasamentul UFC pound-for-pound masculin.

## Biografie
Hamzat Hizarovici Cimaev s-a născut pe 1 mai 1994 în Gvardeyskoye, Cecenia, Rusia, într-o săracă familie cecenă musulmană conservatoare. A început luptele la vârsta de cinci ani în satul Gvardeyskoye. Se pare că a câștigat o medalie de bronz la Campionatele Naționale ale Rusiei la nivel de juniori. În 2013, când avea 18 ani, a emigrat în Suedia împreună cu mama sa, alăturându-se fratelui său mai mare. Cu toate acestea, în ciuda faptului că a locuit în Suedia timp de mulți ani, Hamzat nu a dobândit niciodată cetățenia suedeză, păstrându-și cetățenia rusă. În 2023, Hamzat s-a mutat în Emiratele Arabe Unite.

## Cariera în sporturi de contact

### Lupte libere
După ce s-a mutat în Suedia, Cimaev a luptat la mai multe cluburi, inclusiv la BK Athén. Considerat unul dintre cei mai buni luptători de stil liber din țară, Cimaev a câștigat o medalie de aur la Campionatele Naționale Suedeze de stil liber din 2016 și 2017 la 86 de kilograme, iar în 2018 a făcut-o la 92 de kilograme. Cimaev a avut o serie de performanțe dominante în turneu, înregistrând un record general de 12-0, care include trei închideri, șapte căderi tehnice și deține un scor combinat de 105 puncte, permițând doar două puncte el însuși, în toate cele trei confruntări. Cimaev a concurat în câteva turnee de judo și în patru lupte de sambo.
Cimaev a concurat împotriva colegului său din UFC, Jack Hermansson, într-un meci de lupte libere pe 19 noiembrie 2021, la Bulldog Fight Night 9, cu sediul în Suedia, câștigând la puncte.

### Cariera în arte marțiale mixte
Cimaev a început să se antreneze în MMA la vârsta de 23 de ani. S-a antrenat la Centrul de Antrenament Allstars din Stockholm, alături de fostul aspirant al Campionatului UFC la categoria semigrea, Alexander Gustafsson, Ilir Latifi și Reza Madadi, printre alții. Gustafsson (unul dintre principalii săi parteneri de antrenament) a declarat unui reporter suedez, în timpul unei conferințe de presă din iunie 2019, că Cimaev a fost unul dintre cei mai buni luptători cu care s-a antrenat vreodată.

#### Ultimate Fighting Championship
Cimaev și-a făcut debutul promoțional într-un meci la categoria mijlocie împotriva lui John Phillips, înlocuindu-l pe Duško Todorović, pe 16 iulie 2020, la UFC pe ESPN 13. A câștigat lupta prin supunere în runda a doua. Această victorie i-a adus premiul Performanța Serii.
La zece zile după lupta împotriva lui Phillips, Cimaev l-a înfruntat pe Rhys McKee la categoria welter pe 25 iulie 2020, la UFC on ESPN 14. A câștigat lupta prin knockout tehnic în prima rundă. A câștigat al doilea premiu bonus „ Performanța nopții ”. Această victorie a marcat și un nou record UFC pentru cele mai rapide victorii consecutive din istoria modernă a UFC (zece zile), deși recordul oficial UFC este încă deținut de Royce Gracie, care a obținut patru victorii consecutive într-o singură noapte la UFC 2.
Pe 6 septembrie 2020 s-a raportat că Cimaev va avea o altă revenire rapidă, deoarece a fost programat să-l înfrunte pe Gerald Meerschaert pe 19 septembrie 2020, la UFC Fight Night 178. A câștigat lupta împotriva lui Meerschaert prin knockout la doar 17 secunde de la începutul primei runde. Această victorie i-a adus al treilea premiu consecutiv pentru Performanța Serii. Aceasta i-a adus și un nou record, fiind cea mai rapidă serie de trei victorii consecutive din istoria modernă a UFC (66 de zile).
Cimaev urma să-l înfrunte pe Leon Edwards în meciul principal al UFC Fight Night 183 pe 19 decembrie 2020. Între timp, Cimaev a fost adăugat în clasamentul UFC la categoria welter, intrând pe locul 15. Pe 29 noiembrie, s-a anunțat că Cimaev a fost testat pozitiv pentru COVID-19, iar meciul a fost declarat în pericol. Pe 1 decembrie, Edwards a fost, de asemenea, testat pozitiv pentru COVID-19, iar meciul a fost ulterior amânat. Pe 22 decembrie, s-a anunțat că meciul a fost reprogramat pentru 20 ianuarie 2021, la UFC Fight Night 185. Ulterior, Cimaev s-a retras din competiție pe 29 decembrie din cauza propriei sale recuperări de COVID-19. Drept urmare, meciul a fost anulat momentan. Cei doi au fost reprogramați din nou pentru a fi cap de afiș la UFC Fight Night 187, pe 13 martie. Cu toate acestea, pe 11 februarie, președintele UFC, Dana White, a anunțat că lupta a fost din nou anulată din cauza faptului că Cimaev suferea de efectele persistente ale COVID-19.
Pe 1 martie 2021, a anunțat pe Instagram că se retrage din sport din cauza complicațiilor pulmonare cauzate de COVID-19. Dana White a ieșit ulterior și a spus că Cimaev nu s-a retras și că era doar emoționat după ce a resimțit efectele prednisonului asupra plămânilor în timpul unei sesiuni de antrenament.
Cimaev a revenit pentru a-l înfrunta pe Li Jingliang pe 30 octombrie 2021, la UFC 267. A câștigat meciul prin supunere tehnică, sufocându-l pe Li cu o strangulare din spate în prima rundă. Această victorie i-a adus al patrulea premiu consecutiv pentru Performanța Serii.
Cimaev l-a înfruntat pe Gilbert Burns la UFC 273 pe 9 aprilie 2022. Cimaev a câștigat lupta prin decizie unanimă, prima victorie prin decizie din cariera sa. Lupta a fost premiată cu premiul Fight of the Night.
Cimaev urma să-l înfrunte pe Nate Diaz pe 10 septembrie 2022 în meciul principal de la UFC 279. La cântărire, Cimaev a cântărit 178,5 livre, cu șapte livre și jumătate peste limita de luptă pentru categoria welter fără titlu în joc. Din cauza pierderii de greutate, Cimaev a fost eliminat din meciul principal cu Diaz și l-a înfruntat în schimb pe Kevin Holland, la categoria de 180 de livre. Holland era deja pregătit pentru un meci la categoria de 180 de livre împotriva lui Daniel Rodriguez. Cimaev a câștigat meciul prin D'Arce Choke în prima rundă.
După o pauză de un an, Cimaev a revenit la categoria mijlocie pe 21 octombrie 2023, la UFC 294. Inițial, Cimaev trebuia să lupte cu fostul pretendent la titlul din categoria mijlocie, Paulo Costa. Cu toate acestea, din cauza unei operații care l-a forțat pe Costa să se retragă din luptă, Cimaev l-a înfruntat pe fostul campion UFC la categoria welter, Kamaru Usman. A câștigat lupta prin decizie majoritară.
Cimaev urma să-l înfrunte pe fostul campion UFC la categoria mijlocie, Robert Whittaker, pe 22 iunie 2024, la UFC on ABC 6. Cu toate acestea, a fost forțat să se retragă din competiție din cauza unei boli și a fost înlocuit de Ikram Aliskerov.
Cimaev l-a înfruntat în cele din urmă pe Robert Whittaker pe 26 octombrie 2024 la UFC 308. A câștigat lupta prin supunere după un crank-face în prima rundă, provocând adversarului o dislocare a maxilarului. Această luptă i-a adus un alt premiu pentru Performanța Serii.
Cimaev este programat să-l înfrunte pe Dricus du Plessis pentru Campionatul UFC la categoria mijlocie pe 16 august 2025, la UFC 319.

## Viața personală
Hamzat poartă o cicatrice vizibilă pe buză, pe care a căzut-o la vârsta de doi ani, când a căzut pe o scară de beton, lăsându-l incapabil să respire corect pe o nară.
Înainte de a începe să concureze profesional, a lucrat la o fabrică de păsări de curte din Kalmar și a făcut și muncă de securitate.
Hamzat are un frate mai mare pe nume Artur, care concurează la lupte libere.
Cimaev a contractat COVID-19 în decembrie 2020 și a suferit simptome persistente care au necesitat spitalizări multiple și anularea unei lupte programate împotriva lui Leon Edwards.
Cimaev este apropiat de colegii săi din MMA, Darren Till și Jack Hermansson.
Cimaev a primit cetățenia Emiratelor Arabe Unite în ianuarie 2025.

## Rezultate în arte marțiale mixte
| Rezultate profesioniste |             |              |
| 15 meciuri              | 15 victorii | 0 înfrângeri |
| Prin knockout           | 6           | 0            |
| Prin predare            | 6           | 0            |
| La puncte               | 3           | 0            |

| Rezultat | La general | Adversar           | Metodă                              | Eveniment                              | Data               | Runda | Timp | Locația                              | Note |
| -------- | ---------- | ------------------ | ----------------------------------- | -------------------------------------- | ------------------ | ----- | ---- | ------------------------------------ | --- |
| Victorie | 15–0       | Dricus du Plessis  | Decizie (unanimă)                   | UFC 319                                | 16 august 2025     | 5     | 5:00 | Chicago, Illinois, Statele Unite     | Câștigă Campionatul UFC la categoria mijlocie. Performanța serii.                                              |
| Victorie | 14–0       | Robert Whittaker   | Supunere (face crank)               | UFC 308                                | 26 octombrie 2024  | 1     | 3:34 | Abu Dhabi, Emiratele Arabe Unite     | Performanța serii.                                                                                             |
| Victorie | 13–0       | Kamaru Usman       | Decizie (majoritară)                | UFC 294                                | 21 octombrie 2023  | 3     | 5:00 | Abu Dhabi, Emiratele Arabe Unite     | Revine la categoria mijlocie.                                                                                  |
| Victorie | 12–0       | Kevin Holland      | Supunere (brabo choke)              | UFC 279                                | 10 septembrie 2022 | 1     | 2:13 | Las Vegas, Nevada, Statele Unite     | Meci la categoria catchweight (180 lb)                                                                         |
| Victorie | 11–0       | Gilbert Burns      | Decizie (unanimă)                   | UFC 273                                | 9 aprilie 2022     | 3     | 5:00 | Jacksonville, Florida, Statele Unite | Lupta serii.                                                                                                   |
| Victorie | 10–0       | Li Jingliang       | Supunere tehnică (rear-naked choke) | UFC 267                                | 30 octombrie 2021  | 1     | 3:16 | Abu Dhabi, Emiratele Arabe Unite     | Performanța serii.                                                                                             |
| Victorie | 9–0        | Gerald Meerschaert | KO (pumn)                           | UFC Fight Night: Covington vs. Woodley | 19 septembrie 2020 | 1     | 0:17 | Las Vegas, Nevada, Statele Unite     | Meci la categoria mijlocie. Performanța serii.                                                                 |
| Victorie | 8–0        | Rhys McKee         | TKO (pumni)                         | UFC pe ESPN: Whittaker vs. Till        | 26 iulie 2020      | 1     | 3:09 | Abu Dhabi, Emiratele Arabe Unite     | A doborât recordul pentru cea mai rapidă serie de victorii în UFC în era modernă (10 zile). Performanța serii. |
| Victorie | 7–0        | John Phillips      | Supunere (brabo choke)              | UFC pe ESPN: Kattar vs. Ige            | 16 iulie 2020      | 2     | 1:12 | Abu Dhabi, Emiratele Arabe Unite     | Meci la categoria mijlocie. Performanța serii.                                                                 |
| Victorie | 6–0        | Mzwandile Hlongwa  | Supunere tehnică (brabo choke)      | Brave CF 27                            | 4 octombrie 2019   | 2     | 1:15 | Abu Dhabi, Emiratele Arabe Unite     | |
| Victorie | 5–0        | Ikram Aliskerov    | KO (pumn)                           | Brave CF 23                            | 19 aprilie 2019    | 1     | 2:26 | Amman, Iordania                      | Meci la categoria Catchweight (180 lb) Knockout-ul serii.                                                      |
| Victorie | 4–0        | Sidney Wheeler     | TKO (supunere prin lovituri)        | Brave CF 20                            | 22 decembrie 2018  | 1     | 0:35 | Hyderabad, India                     | Meci la categoria mijlocie                                                                                     |
| Victorie | 3–0        | Marko Kisič        | TKO (pumni)                         | Brave CF 18                            | 16 noiembrie 2018  | 1     | 3:12 | Manama, Bahrain                      | Debutează în categoria welter.                                                                                 |
| Victorie | 2–0        | Ole Magnor         | Supunere (rear-naked choke)         | Fight Club Rush 3                      | 18 august 2018     | 1     | 4:23 | Västerås, Suedia                     | Debut la categoria mijlocie.                                                                                   |
| Victorie | 1–0        | Gard Olve Sagen    | TKO (pumni)                         | International Ring Fight Arena 14      | 2018               | 2     | 0:05 | Uppsala, Suedia                      | Meci la categoria Catchweight (176 lb)                                                                         |

### Record ca amator
| Rezultat | La general | Adversar       | Metodă                          | Eveniment          | Data               | Runda | Timp | Locația             | Note |
| -------- | ---------- | -------------- | ------------------------------- | ------------------ | ------------------ | ----- | ---- | ------------------- | ---- |
| Victorie | 3–0        | Adnan Music    | TKO (lovituri cu pumnul)        | Războinic Nordic 3 | 14 aprilie 2018    | 1     | 0:57 | Nyköping, Suedia    |      |
| Victorie | 2–0        | Danijel Grbic  | Submisiune (șoclu cu ghilotină) | Kashio Battle 14   | 18 noiembrie 2017  | 2     | 2:20 | Helsingborg, Suedia |      |
| Victorie | 1–0        | Khaled Laallam | Supunere (șoc D'Arce)           | Fight Club Rush 1  | 10 septembrie 2017 | 2     | 2:06 | Västerås, Suedia    |      |